# Самсонов Юліан Олександрович
Юліа́н Олекса́ндрович Самсо́нов — військовослужбовець полку «Азов» Національної гвардії України, учасник російсько-української війни. Учасник битви за Маріуполь, кавелер ордена «За мужність» III ступеня.

## Життєпис
Мав звання сержант, був командиром господарчого відділення взводу матеріально-технічного забезпечення ОЗСП «Азов».
Загинув 14 квітня 2022 року під час оборони «Азовсталі». Разом зі своїми побратимами усвідомлено викликав вогонь на себе під час одного зі з'єднань з частиною морських піхотинців, щоб веберегти життя інших.
У вересні 2022 року його матері повідомили про збіг ДНК, а брат упізнав рештки.
20 січня 2023 року матері захисника вручили орден «За мужність» III ступеня, яким нагороджений посмертно.
Похований у селі Байтали на центральному сільському кладовищі в кінці березня 2024 року